# 益救郡
益救郡（日语：／ Yaku gun */?）是令制國時代多禰國一個已不存在的郡，位於現今屋久島的一部分。

## 合併前的轄區
- 熊毛郡屋久島町

## 沿革
- 大寶2年（702年） - 屋久島的一部分建立能滿郡。
- 天長元年（824年）十月初一 - 編入馭謨郡

## 相關項目
- 日本已不存在的郡列表